# Medida POVM
En física, en la teoría de información cuántica una medida POVM (Positive operator-valued measure) es un conjunto de operadores hermíticos no negativos que actúan sobre el espacio de Hilbert que describe el sistema cuántico en cuestión. A diferencia de las medidas PVM o proyectivas, las cuales son un caso particular de las medidas aquí tratadas, y son válidas solo para sistemas cerrados, las medidas POVM, también conocidas como medidas generalizadas, tienen en cuenta la interacción del sistema con el entorno. He aquí la razón de su uso, ya que los sistemas cuánticos reales no son cerrados, ya sea por existencia de ruido o perturbaciones del entorno, o bien por la interacción con el aparato de medida a la hora de realizar experimentos.

## Definición
Sea un espacio de Hilbert H asociado a un sistema cuántico, se define una medida POVM como un conjunto de operadores hermíticos y no negativos {\displaystyle \left\{E_{m}\right\}} que verifican la relación de completitud: {\displaystyle \sum _{m}E_{m}=1} , donde el subíndice m se asocia a los posibles resultados {\displaystyle a_{m}} que pueden obtenerse en la medida del observable A en cuestión. Una propiedad destacable de estos operadores {\displaystyle \left\{E_{m}\right\}} es que no son necesariamente ortonormales y, en consecuencia, si el espacio de Hilbert en el que trabajamos tiene dimensión d, el número de operadores en la medida POVM puede ser superior a este valor, de modo que al medir podemos obtener más de d resultados posibles.

## Propiedades de las medidas
Los operadores {\displaystyle E_{m}} siempre pueden escribirse en términos de unos operadores {\displaystyle M_{m}}, que se conocen como operadores de Kraus, de la siguiente forma: {\displaystyle E_{m}=M_{m}^{\dagger }M_{m}} Su utilidad reside en que a través de estos operadores podemos calcular la probabilidad de obtener un resultado, así como el estado del sistema justo después de la medida.

### Probabilidad de un resultado
Si el estado cuántico del sistema justo antes de realizar la medida POVM está descrito por el operador densidad {\displaystyle \rho }, la probabilidad de que el resultado de la medida sea {\displaystyle a_{m}} vendrá dada por:
{\displaystyle p(a_{m})=Tr(E_{m}\rho )=Tr(M_{m}^{\dagger }M_{m}\rho )}

### Estado tras la medida
Inmediatamente después de haber realizado la medida del observable A obteniendo el resultado {\displaystyle a_{m}}, el sistema quedará en un nuevo estado descrito por el operador densidad:
{\displaystyle \rho '={\frac {M_{m}\rho M_{m}^{\dagger }}{Tr(M_{m}^{\dagger }M_{m}\rho )}}}
Ahora bien, en muchos experimentos de física cuántica no nos interesa el resultado concreto obtenido en la medida; en estos casos, en los que desconocemos el  {\displaystyle a_{m}} concreto obtenido, el sistema pasa al estado descrito por el operador:
{\displaystyle \rho '=\sum _{m}p(a_{m}){\frac {M_{m}\rho M_{m}^{\dagger }}{Tr(M_{m}^{\dagger }M_{m}\rho )}}=\sum M_{m}\rho M_{m}^{\dagger }}

### Caso particular: medidas PVM
En el caso de las medidas proyectivas los operadores {\displaystyle M_{m}} corresponden a proyectores {\displaystyle P_{m}}, de modo que la probabilidad de obtener {\displaystyle a_{m}} viene dada por:
{\displaystyle p(a_{m})=Tr(\rho P_{m})}
, y el nuevo estado tras medir viene descrito por:
{\displaystyle \rho '={\frac {P_{m}\rho P_{m}}{Tr(\rho P_{m})}}}

## Medidas POVM y medidas PVM
Las medidas POVM presentan varias ventajas frente a las PVM; entre ellas se encuentran:
- Una de las ventajas es que las medidas generalizadas son en cierto modo más sencillas que las proyectivas ya que los operadores que las componen tienen menos restricciones que los proyectores, los cuales, además de la propiedad de completitud, deben de cumplir la propiedad de ortonormalidad:

{\displaystyle P_{i}P_{j}=P_{i}\delta _{ij}}
- La segunda ventaja tiene que ver con que las medidas proyectivas se pueden repetir, en el sentido de que si realizamos una medida proyectiva y obtenemos el resultado m y un nuevo estado {\displaystyle \mid \psi _{m}>}, si volvemos a repetir la misma medida obtendremos el mismo resultado y el estado no se modificará. A diferencia de estas, en las medidas POVM no se hace ninguna suposición sobre el estado post-medida del sistema, ya que lo realmente importante en ellas son las probabilidades de los resultados; esto es muy útil en muchos experimentos de física cuántica en los que el sistema se mide una vez solamente, como es el caso de un fotón detectado en un fotomultiplicador, el cual se destruye tras el proceso de medida.

- Hay algunos problemas en la Teoría de Información Cuántica que no se pueden tratar con medidas proyectivas, y es necesario recurrir a las medidas POVM. Uno de ellos es el de la no-distinguibilidad de estados; se puede demostrar (demostración en el Nielsen) que estados cuánticos no ortogonales no son distinguibles. La relación de la no distinguibilidad con la teoría de información cuántica se puede entender con el siguiente ejemplo.

### Ejemplo
Si se consideran dos intermediarios, Alice y Bob, que quieren mandarse un mensaje por un canal cuántico. Ambos conocen un determinado conjunto de estados {\displaystyle \left\{\mid \psi _{i}>\right\}},           i=1...,n, con probabilidades {\displaystyle \{p(i)\}} , y Alice elige uno de los {\displaystyle \mid \psi _{i}>}; la tarea de Bob será identificar qué {\displaystyle \mid \psi _{i}>} del conjunto ha enviado Alice. Si los estados {\displaystyle \left\{\mid \psi _{i}>\right\}}  son                        ortogonales, Bob podrá conseguir esto realizando una medida proyectiva. Para ello, los operadores de medida que preparará serán los proyectores {\displaystyle P_{i}=\mid \psi _{i}><\psi _{i}\mid }, y uno adicional {\displaystyle P_{0}=I-\sum P_{i}}, de modo que si Alice mandó el estado {\displaystyle \mid \psi _{i}>} , entonces se tendrá que {\displaystyle p(i)=<\psi _{i}\mid P_{i}\mid \psi _{i}>=1}, con lo que los estados se podrán distinguir. Si por el contrario los estados {\displaystyle \left\{\mid \psi _{i}>\right\}}  no son ortogonales, Bob no podrá distinguir qué estado ha mandado Alice usando medidas proyectivas, y tendrá que recurrir a las medidas POVM. Un ejemplo sencillo de cómo resolver la no-distinguibilad de estado con medidas generales es el siguiente:
Si el conjunto de estados es {\displaystyle \left\{\mid \psi _{1}>=\mid 0>,\mid \psi _{2}>={\frac {\mid 0>+\mid 1>}{\sqrt {2}}}\right\}} (estados no ortogonales), Bob puede hacer una medida POVM para distinguir qué estado le ha sido enviado; esta estará formada por los operadores:
{\displaystyle E_{1}={\frac {\sqrt {2}}{1+{\sqrt {2}}}}\mid 1><1\mid }
{\displaystyle E_{2}={\frac {\sqrt {2}}{1+{\sqrt {2}}}}{\frac {\left(\mid 0>-\mid 1>\right)\left(<0\mid -<1\mid \right)}{2}}}
{\displaystyle E_{3}=I-E_{1}-E_{2}}
Si Bob obtiene el valor resultante de la medida {\displaystyle E_{1}} sabrá con certeza que Alice envió el estado {\displaystyle \mid \psi _{2}>}, puesto que {\displaystyle p(1)=<\psi _{1}\mid E_{1}\mid \psi _{1}>=0}; de la misma forma, si obtiene el valor resultante de {\displaystyle E_{2}}, sabrá con certeza que el estado enviado fue {\displaystyle \mid \psi _{1}>}; y si obtiene el resultado correspondiente a {\displaystyle E_{3}}, no podrá decir cuál fue enviado.
Lo que se concluye es que Bob nunca comete errores identificando el estado que se ha enviado, aunque esto se consigue a costa de que en algunas medidas Bob no obtiene ninguna información.